# Jan van Dam

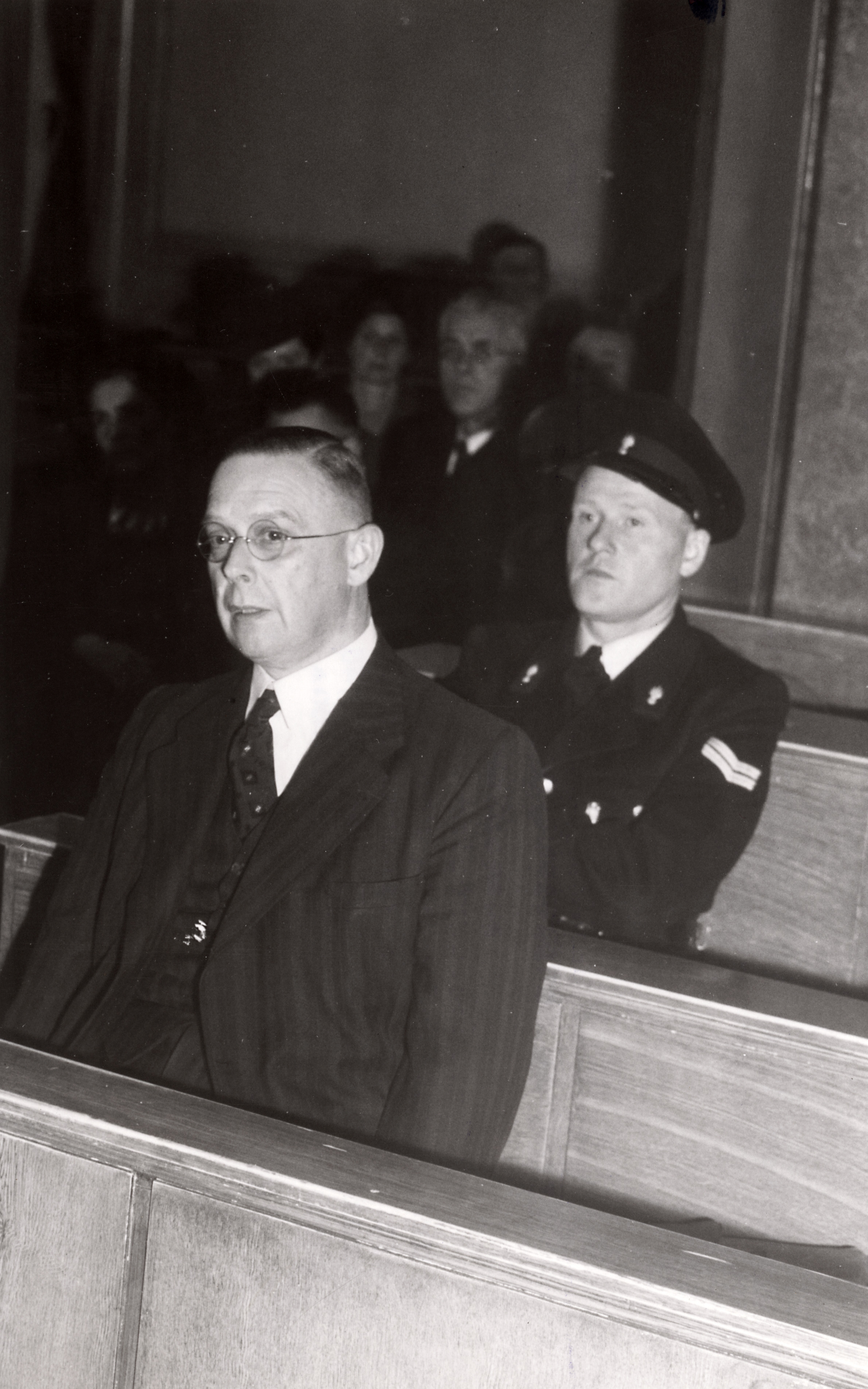
Professor Dr. J. van Dam in de verdachtenbank wegens hulpverlening aan de Duitsers door middel van zijn functie van secretaris-generaal van het Departement van Opvoeding, Wetenschap en Cultuurbescherming (1946)

Jan van Dam (Amsterdam, 3 oktober 1896 - aldaar, 30 oktober 1979) was een Nederlands germanist en nationaalsocialistisch ambtenaar.

## Jeugd- en vormingsjaren
Van Dam, afkomstig uit een middenstandsmilieu, volgde de HBS. Hij haalde steevast de beste cijfers van zijn klas, behalve voor de vakken tekenen en gymnastiek. Al op zijn zestiende slaagde hij voor het eindexamen. Hij ging Duits studeren aan de Gemeente Universiteit Amsterdam. In 1915 behaalde hij de akte-A Duits Middelbaar Onderwijs en vier jaar later behaalde hij de akte Duits MO-B. Het was destijds nog niet mogelijk een academische graad in de moderne talen te behalen. Tussentijds had hij het eindexamen gymnasium behaald en in 1918 slaagde hij cum laude voor het kandidaatsexamen Nederlandse taal- en letterkunde. In 1921 behaalde hij alsnog het doctoraalexamen Duits. In 1923 promoveerde hij (opnieuw cum laude) in de Duitse taal- en letterkunde. 

## Van Dam als germanist
Op 1 januari 1930, op drieëndertigjarige leeftijd, werd Van Dam aan de Gemeentelijke Universiteit van Amsterdam benoemd tot hoogleraar in het 'Gotisch, ook in betrekking tot de andere Oud-Germaansche talen, benevens de oudere Duitsche taal- en letterkunde', een leeropdracht die in 1936 zou worden gewijzigd in 'Oud-Germaanse filologie benevens de oudere Duitse taal- en letterkunde'. Hij werd een veelgevraagd gastspreker op universiteiten en hogescholen in zowel binnen- als buitenland. Zijn (zeer specialistische) werkgebied lag hoofdzakelijk op dat van de voorhoofse epiek.
Ook betoonde Van Dam zich zeer actief op onderwijskundig terrein. Zo zat hij in vele examencommissies, was hij curator van het Gemeentelijk Lyceum voor Meisjes in Amsterdam en beijverde hij zich voor beter onderwijs in de taal en de cultuur van de landen die Nederland omringden. Hij streefde versterking van het nationaal zelfbewustzijn na, via het onderwijs. Vlak voordat hij in februari 1930 de oratie uitsprak waarmee hij het ambt van hoogleraar in de Duitse taal- en letterkunde aanvaardde, verscheen het eerste nummer van het nieuwe periodiek Het Duitsche Boek: tijdschrift voor de vrienden van het Duitsche boek in Nederland. Van Dam maakte deel uit van de redactie. In 1934 werd het blad voortgezet als De Weegschaal: maandblad voor de vrienden van het Duitsche boek. Hierin bleek voor de eerste keer dat Van Dam enige sympathie kon opbrengen voor de culturele pretenties van het nationaalsocialisme. Tot aan 1940 toonde Van Dam zich zeer onder de indruk van hetgeen de Duitse nationaalsocialisten tot stand wisten te brengen. Zijn omgeving leerde hem zodoende kennen als pro-Duits, hetgeen niet verbazend was voor wie hem kende: hij koesterde immers grote bewondering voor Duitsland, het land waar hij in 1921 en 1922 in het kader van zijn opleiding twee jaar had gewoond, vele vrienden en kennissen had en menige vakantie doorbracht.

## De Tweede Wereldoorlog

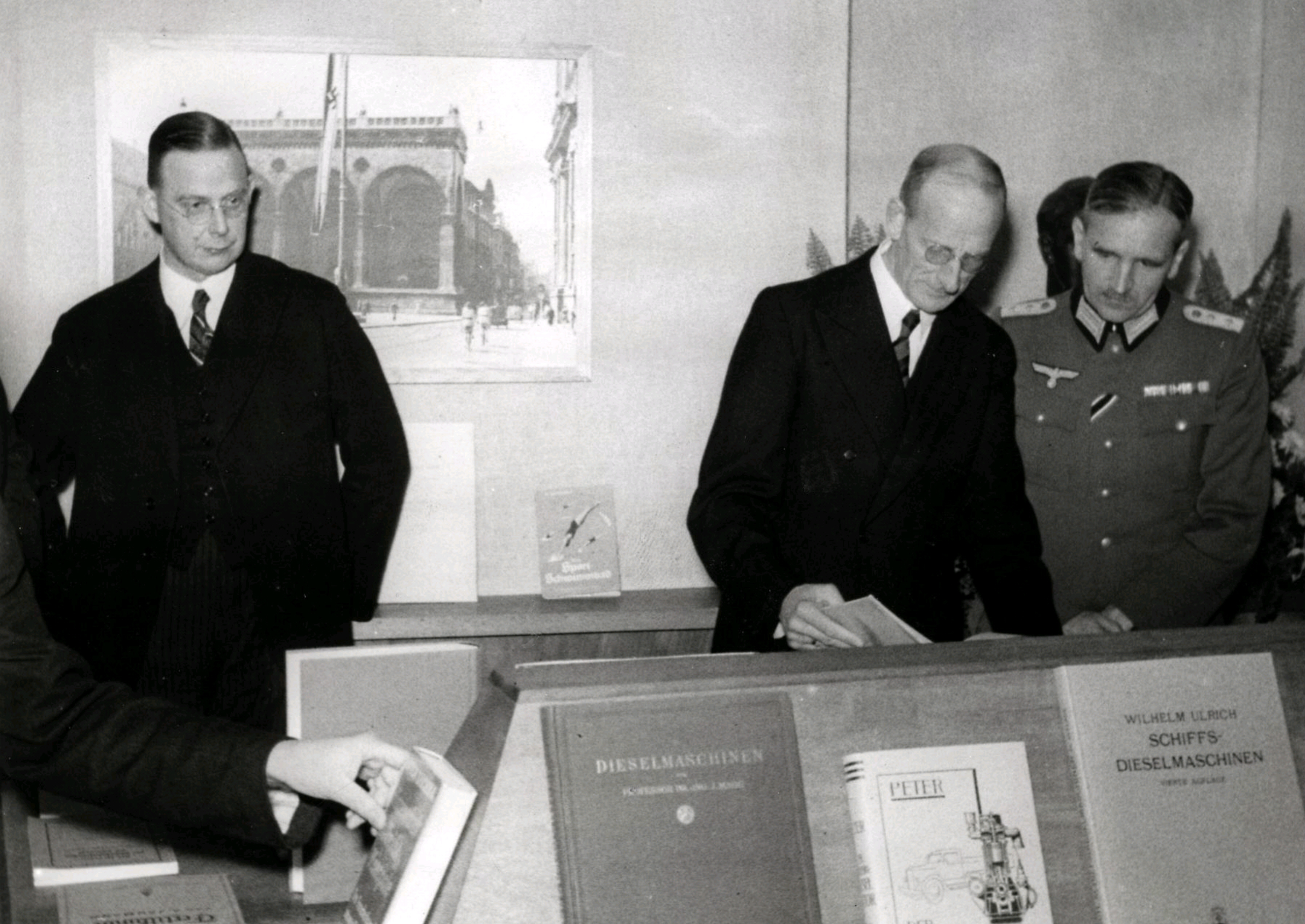
November 1941: tentoonstelling Het wetenschappelijke Duitse boek.
V.l.n.r.: Van Dam, wethouder J. Smit, Duits officier Friedrich Plutzar

Van Dam maakte de vijf oorlogsdagen mee als gemobiliseerd kapitein. De snelle Nederlandse capitulatie schokte hem, en sindsdien was hij ervan overtuigd dat Duitsland de oorlog zou winnen. Juist omdat Van Dam geen NSB'er was, bleek hij een uitermate geschikt instrument voor de Duitse bezetter. Hij stond immers bekend als 'Deutschfreundlich', zonder nationaalsocialist te zijn. In de zomer van 1940 zette Van Dam, vermoedelijk op verzoek van zijn collega-hoogleraar Geerto Snijder (die in contact stond met Seyss-Inquart), zijn ideeën over de hervorming van het Nederlandse onderwijsstelsel op papier. Op 2 september 1940 waren Van Dams zeven getypte velletjes gereed onder de titel: Gedanken und Vorschläge zur Neugestaltung des niederländischen Unterrichtswesens. De hoofdlijnen:
1. Het nationale karakter van het onderwijs moest worden versterkt.
2. Het onderwijs diende het gevoel van saamhorigheid en volkseenheid te bevorderen.
3. Het onderwijs moest opleiden tot goed staatsburgerschap.
4. Het middelbaar onderwijs moest worden ontdaan van zijn overdreven intellectuele karakter.
5. Vorming en opleiding van leerkrachten moest worden verbeterd.
6. Het docentenkorps moest 'proletarischer' worden gemaakt.
7. De inkomens van docenten moesten worden verhoogd.
8. De structuur van het middelbaar onderwijs moest worden vereenvoudigd.
9. Het wetenschappelijk onderwijs moest worden afgeslankt.
10. Het Führerprinzip moest worden ingevoerd in het onderwijs.
11. De Joodse invloed in het onderwijs moest worden geweerd.

Vlak daarna werd Van Dam betrokken bij de eerste Duitse censuur: hij werd benoemd tot voorzitter van de commissie die de in scholen gebruikte leermiddelen moest controleren op hun geschiktheid. Uiteindelijk leverde de commissie een lijst van te verbieden boeken op. Op 25 november 1940 werd Van Dam benoemd tot secretaris-generaal van het nieuw in het leven geroepen ministerie van Opvoeding, Wetenschap en Cultuurbescherming. Hij werd zodoende verantwoordelijk voor het openbaar en het bijzonder onderwijs, de onderwijzersopleiding, het jeugdwerk en de volwasseneneducatie, bibliotheken, musea, wetenschappelijke verenigingen en collecties, monumentenzorg, de zorg voor het archiefwezen, natuurbescherming en heemschut. Twee dagen later werd hij door Seyss-Inquart beëdigd. Doorslaggevend bij Van Dams beslissing om deze functie te aanvaarden, was waarschijnlijk dat hij meende dat door zijn goede contacten met de Duitse autoriteiten, zijn vlekkeloze beheersing van de Duitse taal, zijn kennis van en genegenheid voor de Duitsers en hun mentaliteit, hij zich bij uitstek in staat achtte te verhinderen dat er op het gebied van het onderwijs chaos en onrust zou ontstaan. Hij zag zichzelf derhalve vooral als bemiddelaar tussen de Duitsers en de Nederlanders en als pacificator van het onderwijs.
In maart 1941 raakte Van Dam betrokken bij een poging om de positie van de NSB te verzwakken. Na overleg met Seyss-Inquart poogde Van Dam mensen bijeen te brengen die overtuigd waren van de noodzaak van een nationaalsocialistisch bestuur in Nederland, zonder dat dit noodzakelijkerwijs leidde tot de installering van een NSB-regering. Samen met de filosoof en vroeger NSB-lid B. Wigersma en de ondernemer M.H. Hinloopen nodigde hij een aantal prominente en representatieve Nederlanders uit voor een verkennende bijeenkomst op 21 juni 1941. Daar verschenen onder anderen de voormalige gouverneur-generaal van Nederlandsch-Indië Bonifacius Cornelis de Jonge, de bankier H.L. Woltersum (voorzitter van de Organisatie-Commissie voor het bedrijfsleven, die de economische sector op nationaalsocialistische grondslag wilde reorganiseren), invloedrijke ondernemers uit de Deutsch-Niederländische Gesellschaft als Frits Fentener van Vlissingen en W.G.F. Jongejan en diverse kennissen van Van Dam uit de academische wereld. Dit initiatief kreeg echter geen gevolg, omdat in die nacht Duitsland de Sovjet-Unie binnenviel, waardoor de prioriteiten van de Duitse bezetter elders kwamen te liggen. Op het departement poogde Van Dam voortdurend de invloed van de NSB te neutraliseren. Van Dam keek daarbij neer op Mussert, wiens kaliber Van Dam niet hoog achtte. Om zijn positie tegenover de NSB te versterken zocht Van Dam rugdekking bij de Nederlandsche SS, waarvan hij in september 1941 begunstigend lid werd.
In oktober 1941 drong Van Dam, samen met zijn collega secretaris-generaal van Binnenlandse Zaken, mr. dr. K.J. Frederiks, er bij Seyss-Inquart op aan het Plan Frederiks in acht te nemen, dat inhield dat bepaalde groepen Joden vrijgesteld zouden worden van deportatie. Zo ontstonden twee lijsten, de lijst-Frederiks en de lijst-Van Dam. Het criterium om op de lijst te komen, was dat men een 'verdienstelijk' Nederlander moest zijn, uit kringen van wetenschap en cultuur. Het ging uiteindelijk om een groep van circa 650 Joden die werden vrijgesteld van deportatie naar Westerbork. De groep werd ondergebracht in Huize De Schaffelaar of Huize de Biezen te Barneveld of Villa Bouchina te Doetinchem en kwam later (toch) via Westerbork in Theresienstadt terecht, waar de grote meerderheid de oorlog overleefde.
De Haagse departementen waren in 1943 overgebracht naar elders, uit vrees voor een geallieerde invasie. De chaos die deze verhuizing met zich meebracht, maakte het voeren van een werkelijk vernieuwend onderwijsbeleid bijkans onmogelijk. Ook de voortdurende strijd met de NSB werkte frustrerend. Uiteindelijk was de invloed van Van Dam op het Nederlandse onderwijssysteem daarom niet van blijvende aard.

## Na de oorlog

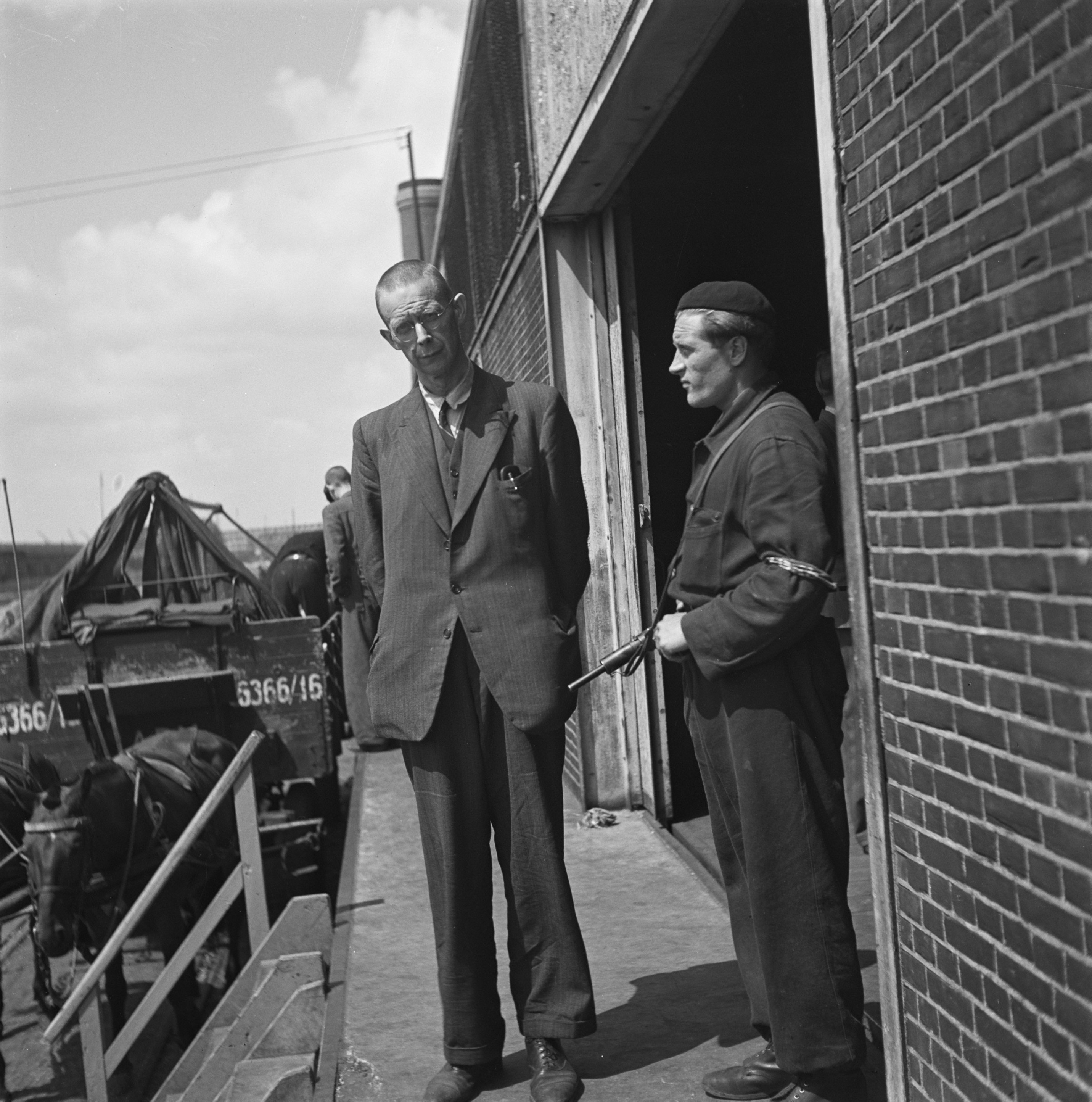
Van Dam in het Interneringskamp Levantkade, juni 1945

Op 7 mei 1945 werd Van Dam door de minister van Onderwijs, Kunsten en Wetenschappen geschorst als secretaris-generaal en al zijn andere openbare functies, 'met verlies van alle aan die functies verbonden inkomsten en voordelen'. Op 12 mei werd hij gearresteerd door de Binnenlandse Strijdkrachten. Op 9 november 1948 werd Van Dam veroordeeld tot zeven jaar gevangenisstraf, met aftrek van de tijd doorgebracht in voorlopige hechtenis. Op 12 mei 1949 werd hij in vrijheid gesteld. Omdat zijn pensioenrechten waren vervallen verklaard, zag hij zich genoodzaakt tot op hoge leeftijd een betaalde functie uit te oefenen. Bij de Haagse uitgeverij Van Goor werd hij lexicografisch medewerker. Hij verzorgde er verscheidene edities van Kramers Duits woordenboek.
In 1972 verscheen het derde en afsluitende deel van zijn Handbuch der deutschen Sprache; de eerste delen waren reeds in 1939 en 1940 verschenen. In 1977 boden enkele leerlingen hem een Festschrift aan. Het leidde tot boze reacties, hetgeen aantoont dat Van Dam tot het einde van zijn leven een omstreden figuur is gebleven.